# Патронна лента
Патронна лента – лента, снаряжена с патрони за захранване с боеприпаси на стрелково оръжие, обикновено – картечница, но също и на автоматично оръдие и гранатомет.
Лентата служи за съединяването на патроните (снарядите) заедно. При лентовото захранване подаването на патроните (снарядите) се осъществява за сметка на използването на енергията на подвижните части на оръжието. Обикновено лентите имат гъвкава конструкция, но са съществували и твърди ленти с фиксирана дължина, в частност, те са използвани от картечницата на Хочкис. Също така при авиационните картечници могат да използват патронопроводи, които обаче не са ленти.
- Лентите могат да бъдат от плат или метални.
- Съществуват два типа ленти – с разделни звена и лента с фиксирана дължина (от плат, метал или пластмаса, в зависимост от използвания свързващ материал).

При лентата с разделни звена се използват отделни звена, обединявани от самите патрони. По време на стрелбата при изстрела става и изхвърляне на стреляната гилза от звеното на лентата, съединяващо го с другата. Такава лента не е ограничена по дължина, тъй като две ленти лесно могат да се съединят посредством патрон.

В лентата с фиксирана дължина звената са съединени помежду си, а не чрез патрона.
С появата на автоматичното стрелково оръжие излиза на дневен ред проблема с ефективното подаване на боеприпаси без често презареждане след изпразване на пълнителя. Пълнителите с голяма вместимост за често неудобни и големи по размер и тегло. Картечните ленти стават най-подходящата система за подаване за картечниците в условията на интенсивен огън.
При транспортиране лентата често се опакова в кутия, която може да се присъедини към оръжието за облекчаване на пренасянето по време на боя.
Зареждането на патронните ленти с патрони става с помощта на специална машинка или ръчно.

## Галерия
- Картечна лента с разделни звена за универсалната картечница Березин в долната част на изображението
- Браунинг M1917A1. Лентите могат и да са от плат.
- Набивка на картечна лента за картечницата Викерс
- Гранатомета АГС-17 с ленточно подаване.
- 20 mm снаряди за автоматичното оръдие Mark 15 Phalanx CIWS в лента.
- Лента с 35 mm снаряди за ЗСУ „Гепард“.
- Лента с големокалибрени патрони 12,7×99 mm
- Звенева лента за 30 mm оръдие АК-230.
- Част от патронната лента за 20 mm оръдие на Rheinmetall Rheinmetall MK 20 Rh 202
- немски парашутист от 11-и въздушен корпус с MG 42 и лента за нея (1943)
- Звенева лента M27 с патрони 5,56×45 mm
- Звенева лента M13 с патрони 7,62×51 mm
- Патронопровод за картечницата М134
- Звенева лента за .50 BMG